# Tekezé (reka)
Reka Tekezé ali Täkkäze (amharsko ተከዜ, tigrinjsko ተከዘ; prvotno pomeni 'reka' v giz, arabsko تكازي), napisano tudi Takkaze, je med glavnimi rekami v Etiopiji. Del svojega toka tvori odsek najbolj zahodne meje Etiopije in Eritreje. Reka je znana tudi kot Setit (arabsko سيتيت), saj se tik nad mejo v Sudanu združi s pritokom Nila reko Atbarah. Glede na gradivo, ki ga je objavila Etiopska centralna statistična agencija, je reka Tekezé dolga 608 kilometrov. Kanjon, ki ga je ustvarila, je najgloblji v Afriki in eden najglobljih na svetu, na nekaterih točkah ima globino več kot 2000 metrov.

## Potek
Reka Tekezé izvira v osrednjem Etiopskem višavju blizu gore Kačen znotraj Laste, od koder teče proti zahodu, severu in nato spet proti zahodu ter tvori najzahodnejšo mejo Etiopije in Eritreje od sotočja Tomse s Tekezéjem na 14°11′N 37°31.7′E / 14.183°N 37.5283°E do tritočke med obema državama in Sudanom na 14°15′27″N 36°33′37″E / 14.25750°N 36.56028°E. Po vstopu v severovzhodni Sudan na tritočki se združi z reko Atbarah, ki je pritok Nila. Tekezé je morda pravi zgornji tok Atbaraha, saj prvi sledi daljšemu toku pred sotočjem obeh rek.
Imena njenih glavnih pritokov v Etiopiji od izvira so: na desnem bregu reke Tahali, Meri, Telare, Sulo, Arekva, Gheoa, Vari, Firafira, Tokoro in Gumalo; na levem bregu reke Nili, Balagas, Saha, Bembea, Ataba, Zarima in Kvalema.

## Zgodovina
Najzgodnejša znana omemba reke Tekezé je v napisu iz Aksuma kralja Ezana iz Aksuma, kjer se hvali z zmago v bitki na njenih nižjih bregovih, blizu 'broda Kemalke'. Tekezé je služila kot zgodnja povezava med Etiopijo in Egiptom; na primer Kebra Nagast, ki je svojo sedanjo obliko dobil v 13. stoletju, navaja, da se je kralj Menelik I. vrnil v Etiopijo tako, da je sledil tej reki iz Egipta (pogl. 53). Augustus B. Wylde zapisuje sorodno izročilo, da je blizu izvira Tekezéja, na lokaciji cerkve Eyela Kudus Michael, pravo počivališče Skrinje zaveze.
Med februarjem in marcem 1936, med drugo italijansko-abesinsko vojno, je bilo na tisoče etiopskih vojakov ubitih, ko so jih italijanske kraljeve zračne sile (Regia Aeronautica) napadle z bombami in iperitom, ko so se umikali čez Tekezé. V uspešni etiopski protiofenzivi so bili Italijani po bitki pri prelazu Dembeguina prisiljeni umakniti se iz Tekezéja v Aksum.
1. julija 2021 je bil med tigrajsko vojno uničen most čez reko Tekezé. Mednarodni reševalni odbor je bil zaskrbljen, da bodo prizadevanja za humanitarno pomoč v regiji »še bolj ovirana kot prej«.

## Jez Tekezé
Etiopska vlada je julija 2002 objavila, da je sklenila partnerstvo s Kitajsko državno korporacijo za vodne vire in hidroenergijo za izgradnjo jezu za hidroelektrarno na reki Tekezé, ki bi proizvedel 300 megavatov električne energije. Projekt bi stal 224 milijonov ameriških dolarjev, dokončanje pa bi trajalo pet let. Oweys Ibrahim, koordinator projekta, je 12. decembra 2007 objavil, da je bila gradnja 82-odstotno dokončana in je vključevala 105-kilometrski daljnovod do Mekeleja.
Projekt Tekeze Hydro Electric je zgradil najvišji ločni jez z dvojno krivuljo v Afriki, ki je presegel prejšnjega najvišjega v Lesotu. Izvajalci projekta so bili CWGS in je bil dokončan leta 2009. Nastali rezervoar je velik 105 km² in ima kapaciteto 9,3 milijarde m³ vode. V času dokončanja je bil 188-metrski jez Tekezé največji afriški ločni jez z dvojno ukrivljenostjo.

## Galerija
- Soteska Tekezé, nekaj km dolvodno od rezervoarja
- Krokodil ob reki Tekezé
- Prehod pri Tekezéju
- Pogled na gore Samen in reko Tacazze, Henry Salt in Charles Heath (1814)
- Neznana oseba sedi poleg ubitega krokodila, 1881
- Most čez Tekezé, 2017